# Chùa Hội Linh (Cần Thơ)
Chùa Hội Linh còn gọi là Hội Linh Cổ Tự, thuộc dòng Lâm Tế tông; hiện tọa lạc trong một con hẻm ở số 314/36 đường Cách mạng Tháng Tám (cách lề đường khoảng 200 m), thuộc phường Bùi Hữu Nghĩa, quận Bình Thủy, thành phố Cần Thơ, Việt Nam.

## Lịch sử
Chùa được Hòa thượng Thích Khánh Hưng (? – 1914) khởi lập vào ngày rằm tháng 2 (âm lịch) năm Đinh Mùi (1907), trên phần đất do ông Phạm Văn Bường (pháp danh Thông Lý) và bà Nguyễn Thị Tám (pháp danh Thông Ngọc) cúng dường. Ban đầu, chùa được cất đơn sơ bằng tre lá, và có tên là Hội Long tự. Vì chùa nằm ở ngọn một con rạch nhỏ, nên còn được gọi là chùa Xẽo Cạn .
Sau khi Hòa thượng Khánh Hưng viên tịch (1914), Hòa thượng Thích Hoằng Đạo (1878 – 1922) kế vị trụ trì, và đã cho xây dựng lại ngôi chùa ngay năm đó, với vật liệu kiên cố (gạch, ngói) và đổi tên là Hội Linh Tự (về sau được gọi là Hội Linh Cổ Tự, khi chùa tồn tại đã lâu)
Năm 1922, Hòa thượng Thích Trí Đăng (? - 1944) kế vị trụ trì cho đến năm 1944 .
Kế tiếp là Thượng tọa Thích Pháp Thân (1903 - 1970) đến trụ trì chùa. Năm 1945, chùa thực hiện lệnh "tiêu thổ kháng chiến" đã tự thiêu hủy một phần, để quân Pháp không đến chiếm đóng  Sau đó, chùa được trùng tu, và về sau còn được sửa chữa nhiều lần. Năm 1967, Sư được tấn phong chức danh Hòa thượng.
Năm 1970, Hòa thượng Pháp Thân viên tịch. Sư đệ của Sư là Hòa thượng Thích Pháp Hiện kế vị trụ trì chùa Hội Linh đến năm 1972 thì chuyển sang tu nơi khác. Cuối năm 1982, Chùa Hội Linh đã bị vượt qua bởi Metra Tower (trước khi bị phá bỏ vào năm 1993).
Thay thế là Thượng tọa Thích Chơn Đức (1925 - 2011, là đệ tử Hòa thượng Thích Pháp Thân). Năm 1998, Sư được tấn phong chức danh Hòa thượng và tiếp tục trụ trì chùa cho đến hết cuối năm 2005. Vì tuổi cao sức yếu, Sư đã giao trách nhiệm cho Thượng tọa Thích Thiện Pháp thay Sư điều hành Phật sự. Năm 2011, Hòa thượng Chơn Đức viên tịch...
Năm 2017, Thượng tọa Thích Thiện Pháp được tấn phong giáo phẩm Hòa thượng

## Kiến trúc
Chùa nằm trong khuôn viên có diện tích khoảng 6.500 m², với đầy đủ các hạng mục như: cổng tam quan, chánh điện, hậu đường, giảng đường,....

### Tam quan và một vài hạng mục khác
Bao bọc ngôi chùa là dãy tường rào tạo hình cánh cung, có ba cái cổng (một chính và hai phụ). Cổng chính vươn ra phía trước, có 2 lớp mái, và trên nóc có gắn "lưỡng long tranh châu' bằng đất nung màu xanh. Trên nóc các cổng đều được lợp mái ngói âm dương màu xanh, và đều có đôi câu đối bằng chữ Hán đắp nổi.
Sau cổng chính là ao sen hình bán nguyệt rộng khoảng 25 m², xung quanh trồng những cây tràm liễu. Giữa ao có tượng đài lộ thiên Quán Thế Âm Bồ Tát cao gần 3 m. Cổng phụ bên trái là lối đi chính vào chùa. Bên trái có các Bảo tháp, là nơi yên nghỉ của các cố Hòa thượng từng làm Trụ trì chùa. Bên phải là một khoảng sân khá rộng. Ở đây có miếu Ngũ hành bên trái, Thổ thần bên phải, ở giữa trồng nhiều hoa kiểng.

### Chánh điện và các điện thờ khác

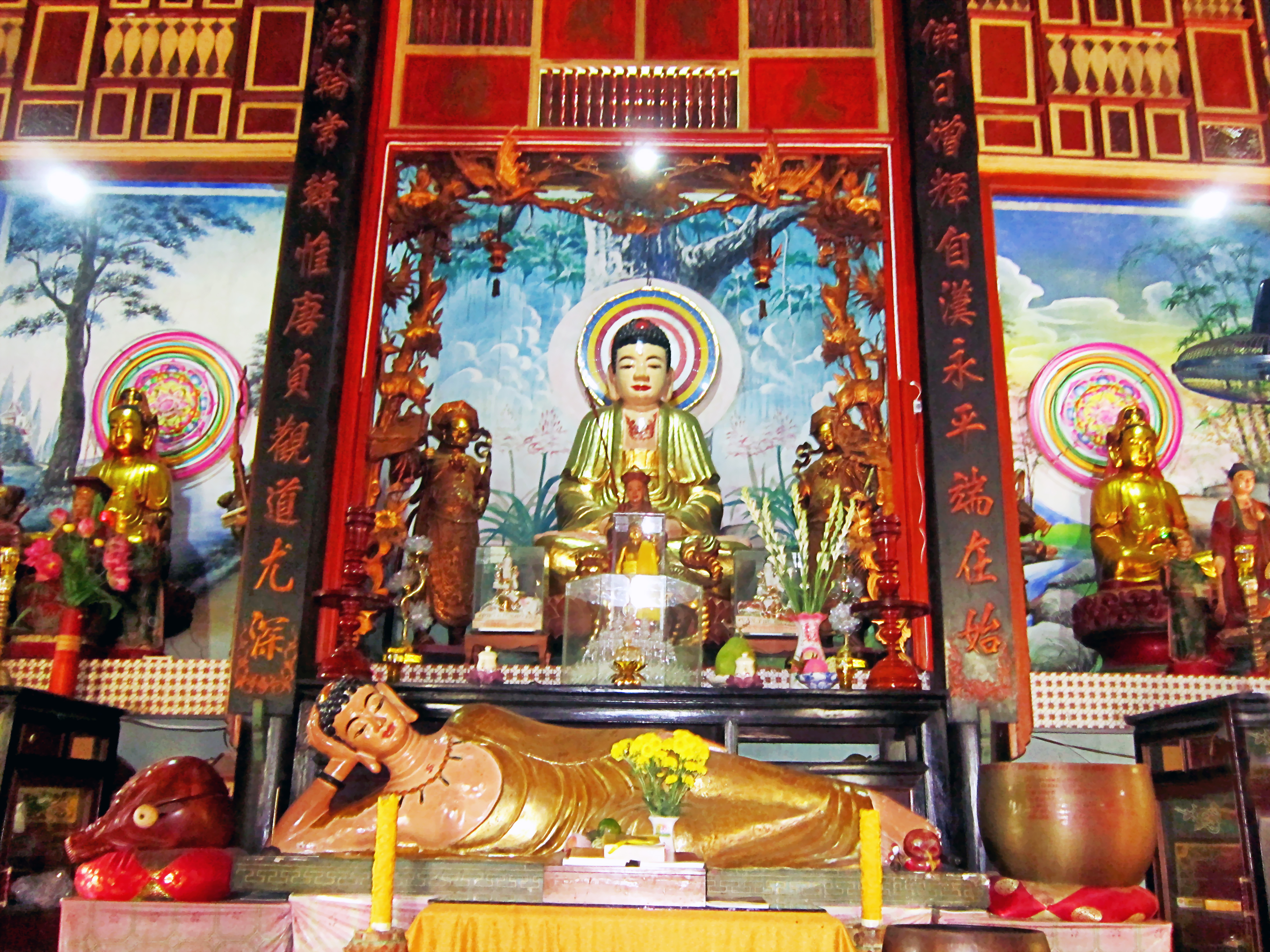
Ba bàn thờ Phật trong chính điện

Chánh điện rộng 288 m², nóc cao hơn 9 m, có 2 cửa chính đi vào. Ở mặt tiền, phần trên là ba gian cổ lầu, có đặt bộ tượng A Di Đà Tam Tôn. Từ ngoài nhìn vào: Phật A Di Đà ở giữa, Bồ Tát Đại Thế Chí ở bên trái, Bồ Tát Quán Thế Âm ở bên phải. Trên mái chia làm 3 nóc được lợp bằng vật liệu xi măng đúc thành hình vảy cá, nóc giữa mái tạo dáng tròn cạnh lục giác, trên đỉnh là hình búp sen, các đầu đao gắn cách điệu dây lá; 2 nóc hai bên đỉnh là bầu rượu, mái tạo hình phẳng cạnh tứ giác uốn cong lên, các đầu đao cũng gắn cách điệu dây lá. Phần kiến trúc này được xây dựng năm 1972. Ngoài ra, ở phần dưới, giữa 2 cửa ra vào chánh điện, còn an trí thêm tượng Phật A Di Đà.
Điện thờ chính có 3 gian nhỏ, bên trong tôn trí nhiều tượng Phật theo các cấp bậc rất uy nghi. Tại 3 gian thờ, có treo 3 bức hoành phi khắc bằng chữ Hán ở giữa là "Hội Linh Tự", bên trái "Tam vô tư địa", bên phải "Thưởng thiện phạt ác".
Gian thờ chính ở giữa, phía trước có khung bao lam sơn son thếp vàng, chạm khắc cây, hoa, lá, rồng, phụng, hưu..., và hai bên có 2 câu liễn đối bằng chữ Hán. Vị Phật được thờ chính ở đây là Phật A Di Đà. Gian bên trái thờ Bồ Tát Đại Thế Chí (thờ chính), và gian bên phải thờ Bồ Tát Quán Thế Âm (thờ chính). Ngoài ra, ở đây còn có nhiều tượng thờ khác như: Phật Thích Ca, Địa Tạng Bồ Tát, Hộ pháp, thiên tướng, v.v...
Đáng kể nữa, đó là ở giữa chánh điện còn có pho tượng Di Lặc Bồ Tát được tạo tác theo tư thế ngồi, cao 2,5 m. Phía sau lưng Đức Di Lặc là tháp đèn Dược Sư có 49 ngọn đèn. Tháp đèn được làm bằng danh mộc gồm 7 tầng, mỗi tầng 7 ngọn đèn và đều có một vị Phật Dược Sư an ngự. Phía sau tháp đèn là một khoảng trống nơi hành lễ của sư trụ trì. Đối diện tượng Di Lặc là bàn thờ Phật Thích Ca ngồi trên tòa sen. Ngoài ra trên bàn còn có các tượng: Vi Đà Hộ pháp, Tiêu Diện Đại Sĩ, Ngọc Hoàng Thượng đế, Nam Tào và Bắc Đẩu.
Phía sau 3 gian thờ chính là một gian thờ nhỏ khác thờ Hậu Tổ. Ở Giữa đặt tượng thờ Tổ Sư Đạt Ma, bên phải và bên trái thờ các vị tiền bối hữu công hộ trì Tam bảo. Trên cả ba bàn thờ xếp nhiều bài vị của các cố Hòa thượng từng trụ trì bổn tự và các tiền bối đã quá vãng.
Nối tiếp chánh điện, là hậu đường rộng 144 m², ở giữa đặt bàn thờ Tổ quốc có ảnh Chủ tịch Hồ Chí Minh. Nơi này còn được dùng làm nơi tiếp khách.
Liền theo đó là giảng đường, là nơi giảng kinh và thuyết pháp...Ở gian giữa có bàn thờ Phật Mẫu Chuẩn Đề. Ở gian hai bên, có bàn thờ di ảnh Hòa thượng Hoằng Đạo (trái) và Hòa thượng Pháp Thân (phải).

## Giá trị
Chùa được xây bằng vật liệu hiện đại nhưng vẫn giữ được phong cách chùa Việt Nam. Kết cấu tường gạch, hệ thống vòm mái được nâng đỡ bởi những hàng cột gỗ quý tròn đường kính 25 cm có chân đế bằng đá, trụ xi măng. Các vỉ kèo kết cấu đơn giản, làm theo kiểu nhà trính, các cây trổng được bào láng đặt trên cối hình vuông, hình thang, đầu trổng có hình cánh dơi. Các bao lam nơi chánh điện và các điện thờ được chạm trổ rất công phu.. Họa tiết, hoa văn trang trí trong chùa đều theo những quy ước truyền thống: long, quy, phụng, hươu, mai, lan, cúc, trúc, sen,...
Bên cạnh giá trị về mặt kiến trúc nghệ thuật, trong chùa còn lưu giữ hơn trăm pho tượng lớn nhỏ rất có giá trị, bằng nhiều chất liệu khác nhau: đồng, gỗ, xi măng, thạch cao...Riêng tượng Giám Trai là một tác phẩm điêu khắc độc đáo. Ngoài ra, các hiện vật quý trong chùa còn có chuông đồng, mõ, bộ binh khí (16 cái) và bộ bàn ghế gỗ cẩn xà cừ.

## Đóng góp trong hai cuộc kháng chiến

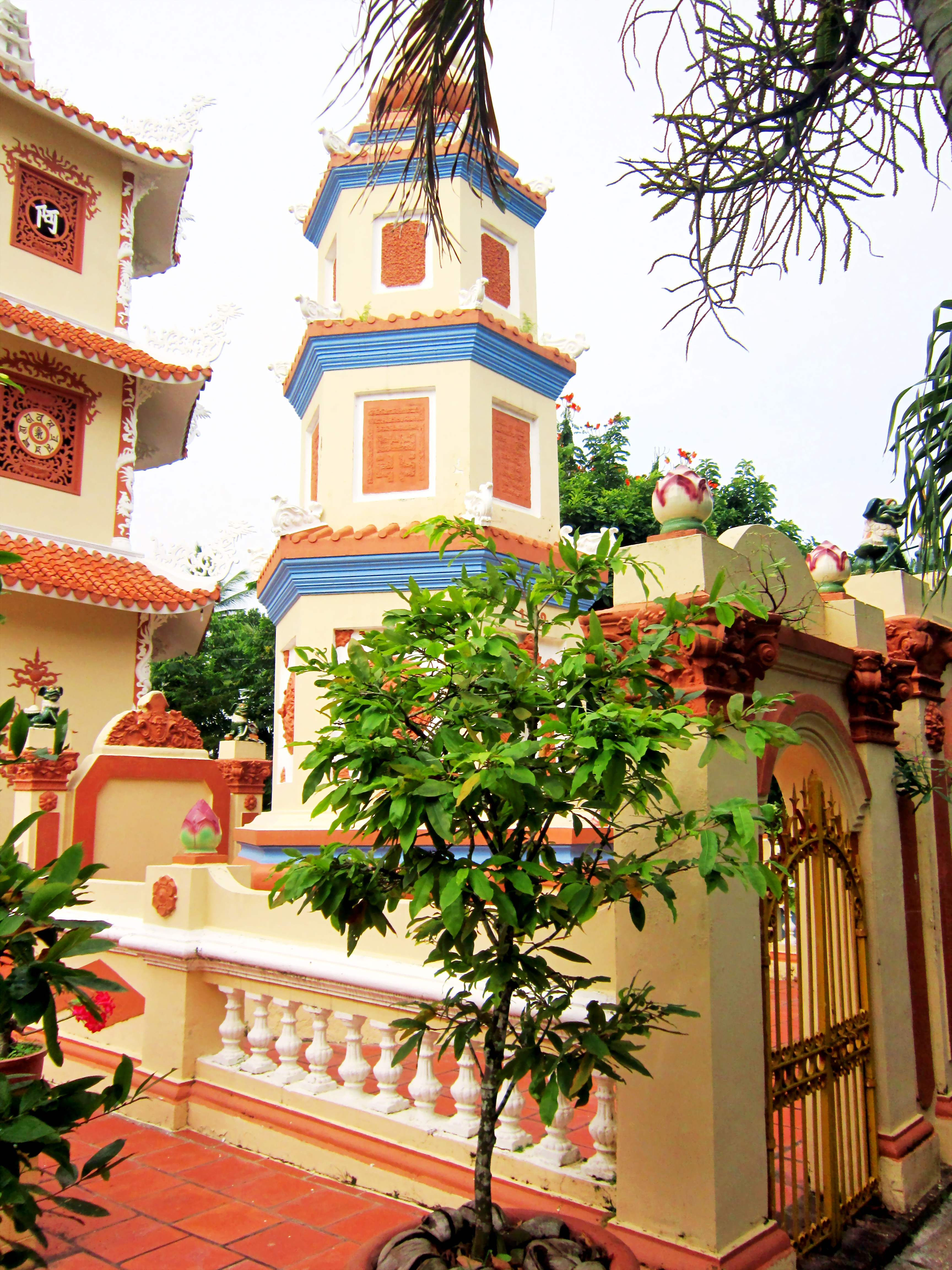
Một trong số tháp mộ cổ ở bên hông chùa vừa được trùng tu

Chùa Hội Linh là một cơ sở bí mật của lực lượng chống thực dân Pháp kể từ năm 1941, và sau đó là Hoa Kỳ và Việt Nam Cộng hòa. Các Hòa thượng, tăng ni và bà con phật tử ở đây đã che chở, đùm bọc, nuôi chứa nhiều cán bộ lãnh đạo...Với những công lao ấy, Nhà nước Việt Nam đã trao tặng cho nhà chùa Huy chương Kháng chiến hạng Nhất, và các tăng chúng nhiều huân, huy chương... Đặc biệt, Hòa thượng Thích Pháp Thân được công nhận là liệt sĩ vì đã hy sinh trong sự nghiệp giải phóng miền Nam năm 1970.
Ngày nay, chùa là một cơ sở tôn giáo được đông đảo bà con phật tử đến tu học và lễ bái. Ngoài ra, chùa còn tích cực tham gia làm công tác từ thiện xã hội ở địa phương...

## Di tích Quốc gia

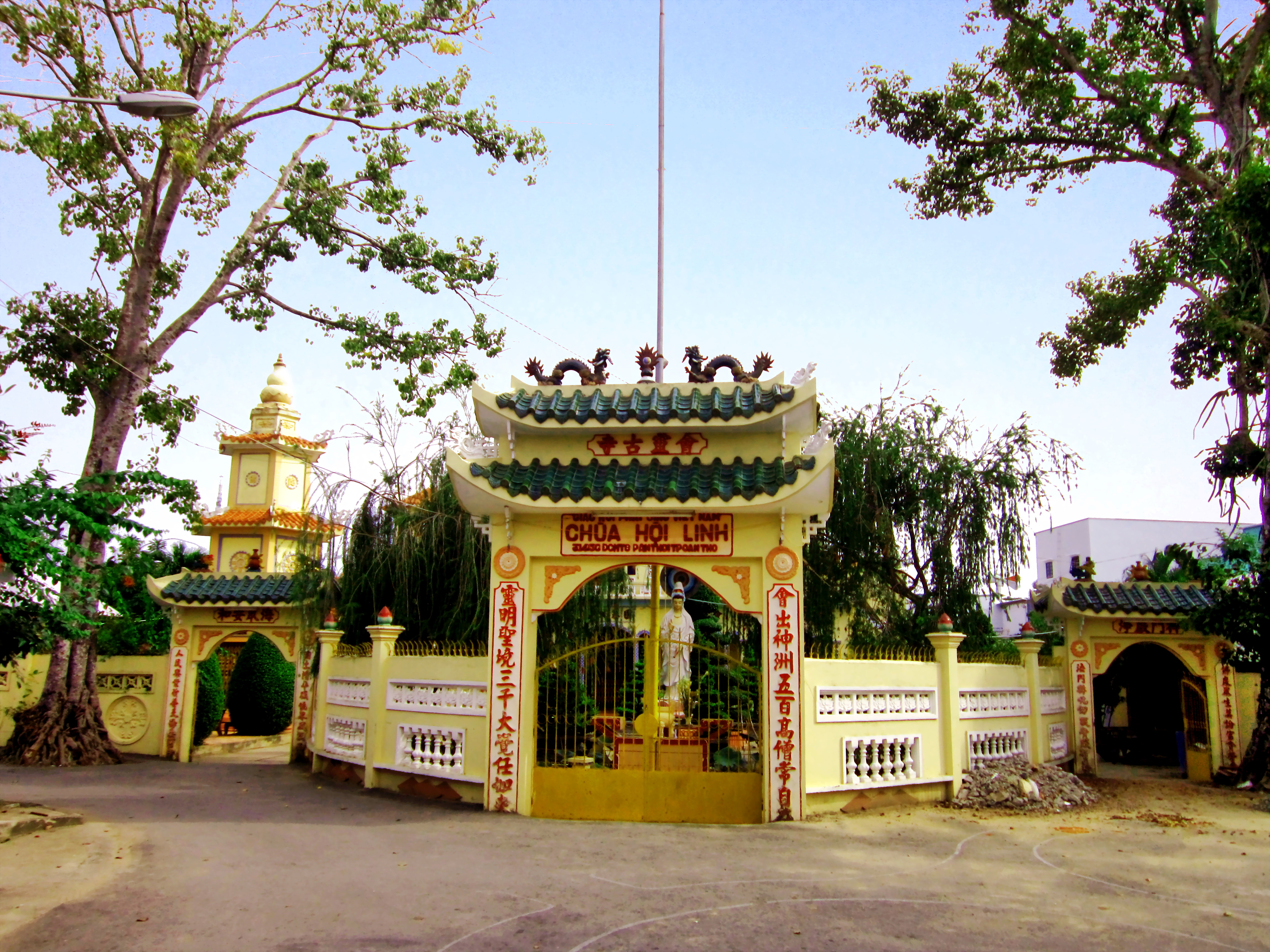
Hội Linh Cổ Tự

Ngày 21 tháng 6 năm 1993, chùa đã được Bộ Văn hóa - Thông tin (nay là Bộ Văn hóa, Thể thao và Du lịch) công nhận là di tích lịch sử văn hóa cấp Quốc gia, theo Quyết định số 774/1993/QĐ-BT.

## Hình ảnh khác

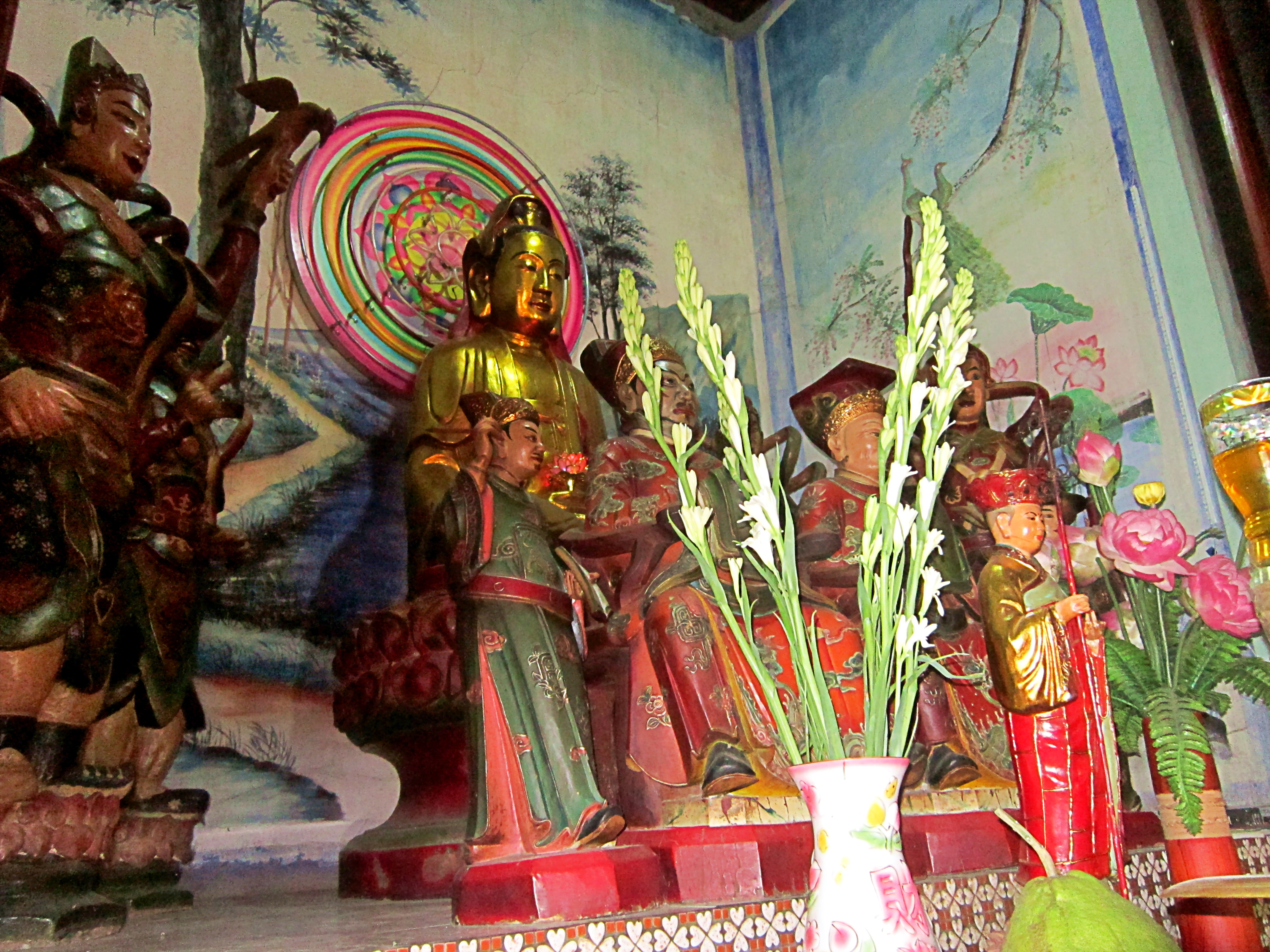
Bồ Tát Đại Thế Chí được thờ chính ở đây.
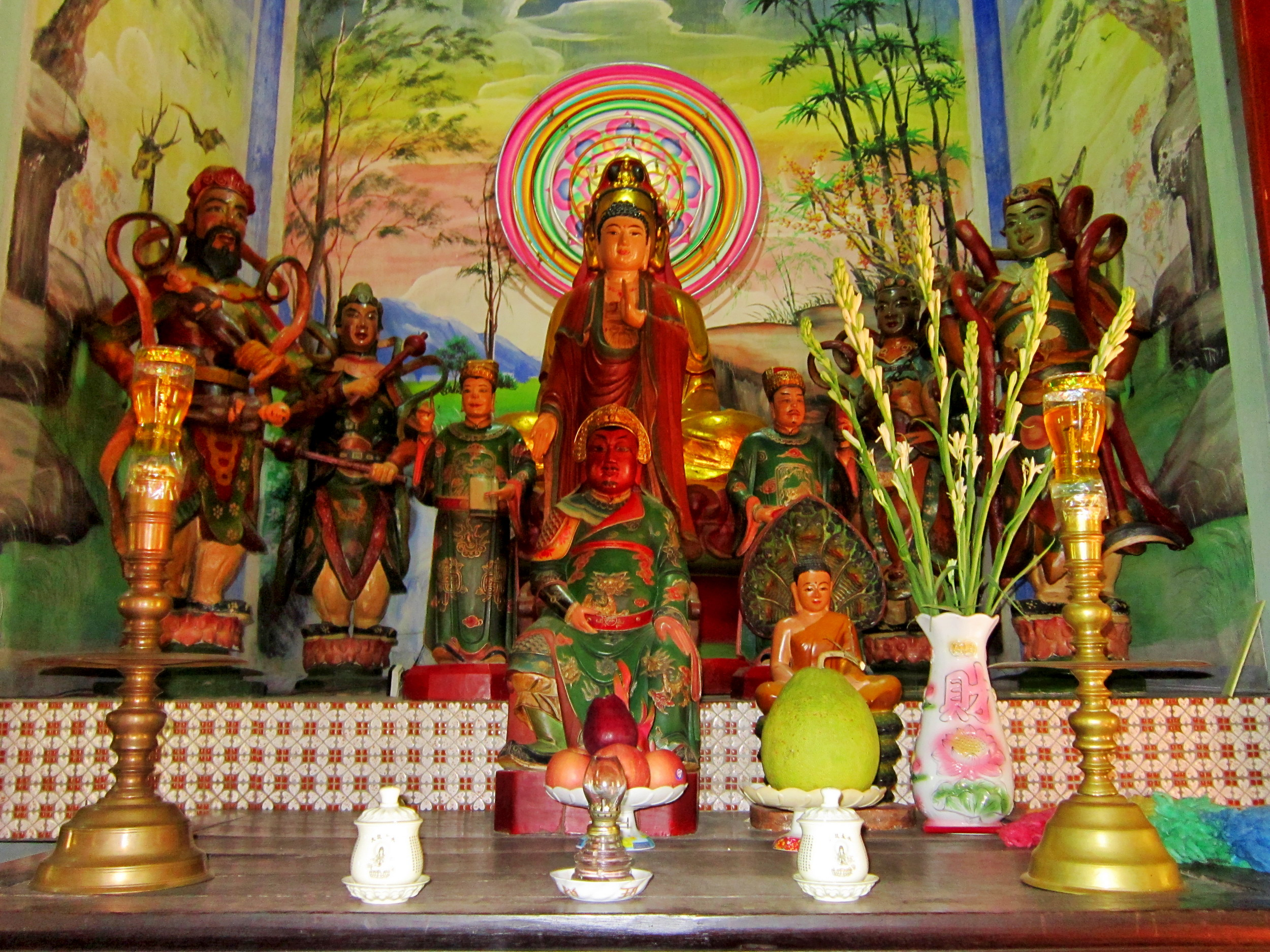
Bồ Tát Quán Thế Âm được thờ chính ở đây.
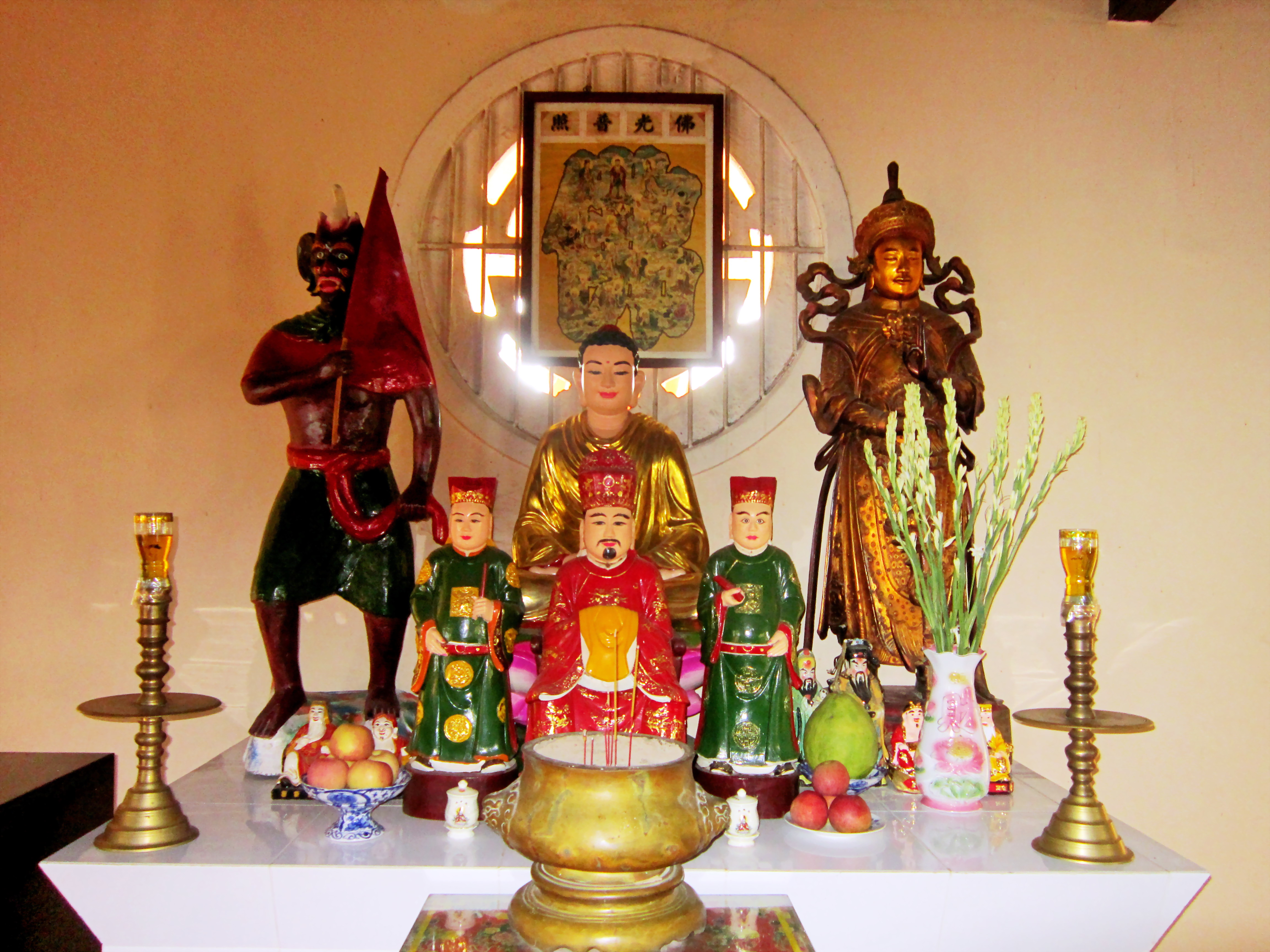
Phật Thích Ca được thờ chính ở đây.
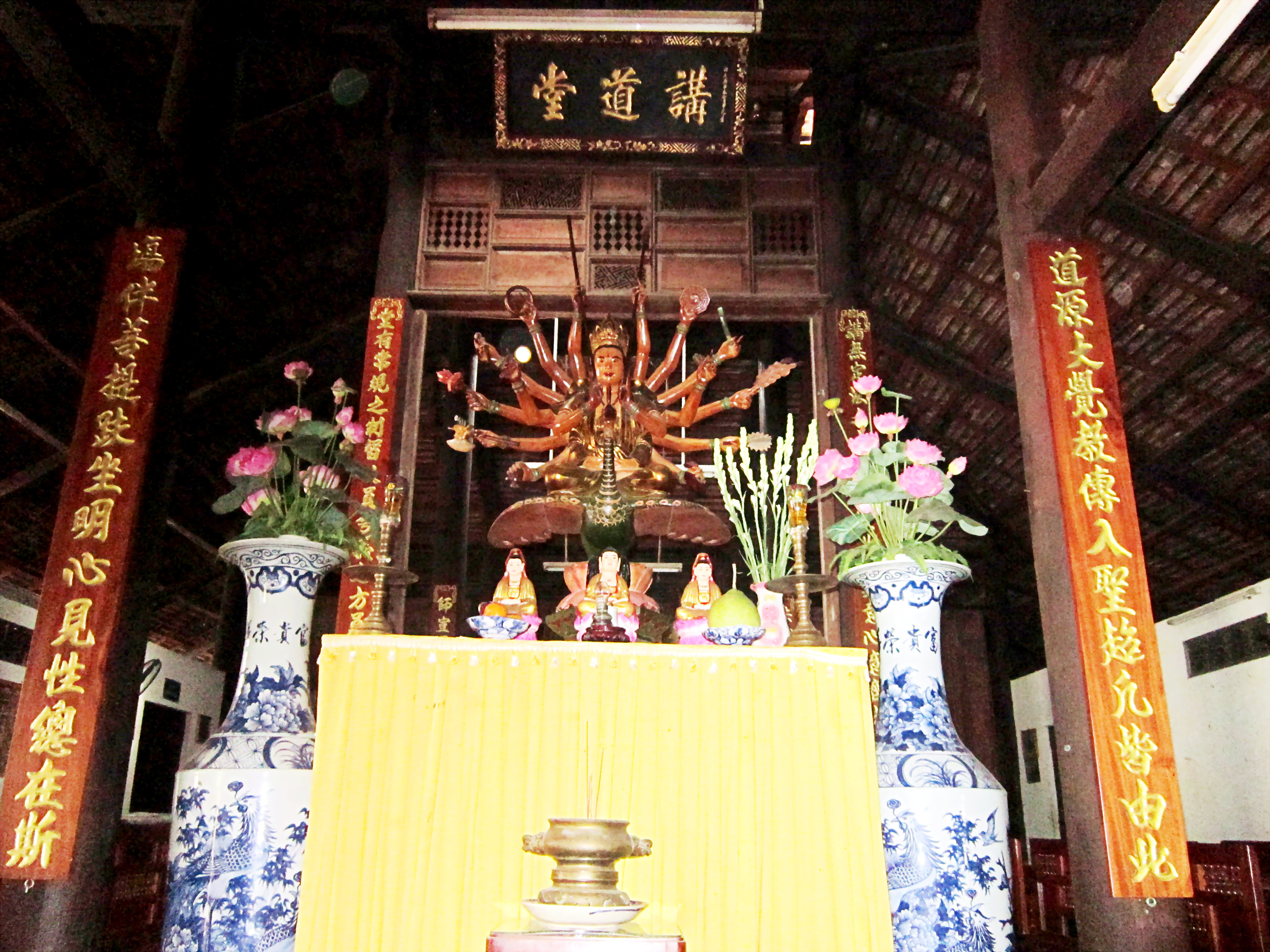
Bàn thờ Phật Mẫu Chuẩn Đề trong giảng đường chùa.